# Schatrowo (Kaliningrad, Gurjewsk)
Schatrowo (russisch Шатрово, deutsch Norgehnen, 1938–1945 Schugsten) ist ein Ort in der russischen Oblast Kaliningrad. Er gehört zur kommunalen Selbstverwaltungseinheit Stadtkreis Gurjewsk im Rajon Gurjewsk.

## Geographische Lage
Schatrowo liegt 15 Kilometer nördlich der Stadt Kaliningrad (Königsberg) und ist über die Regionalstraße 27A-001 (ex A191) von Kaliningrad über Orlowka (Nesselbeck) nach Selenogradsk (Cranz) über den Abzweig unweit Muromskoje (Laptau) zu erreichen. Ein Bahnanschluss besteht über die Bahnstation Muromskoje an der Bahnstrecke Kaliningrad–Selenogradsk–Pionerski (Königsberg–Cranz–Neukuhren).

## Geschichte
Das bis 1938 Norgehnen genannte Gutsdorf wurde 1874 in den neu errichteten Amtsbezirk Schugsten (russisch: Berjosowka) eingegliedert. Er bestand bis 1930 und gehörte zum Landkreis Fischhausen im Regierungsbezirk Königsberg der preußischen Provinz Ostpreußen. Im Jahre 1817 zählte man in Norgehnen 7 Feuerstellen bei 68 Seelen, 1910 wurden hier 85 Einwohner registriert.
Am 1. Januar 1929 schlossen sich die drei Gutsbezirke Kanten (russisch: Jelniki), Schugsten (Berjosowka) und Norgehnen zur neuen Landgemeinde Norgehnen zusammen. Am 23. April 1930 wurde die Gemeinde Norgehnen in den Nachbaramtsbezirk Fritzen (russisch: Sosnowka) eingegliedert und der Amtsbezirk Schugsten aufgelöst. Die Einwohnerzahl Norgehnens betrug 1933 schon 348 und – nachdem der Ort zum 1. Januar 1938 in „Schugsten“ umbenannt worden war – 1939 bereits 536. Zur Unterscheidung zum 1929 angeschlossenen Schugsten („südliches Gut“) wurde Norgehnen nun Schugsten, nördliches Gut, genannt.
Als Kriegsfolge kam das nördliche Ostpreußen zur Sowjetunion. Das ehemalige Norgehnen erhielt im Jahr 1947 die russische Bezeichnung Schatrowo und wurde gleichzeitig dem Dorfsowjet Matrossowski selski Sowet im Rajon Gurjewsk zugeordnet. Später gehörte der Ort zum Chrabrowski selski Sowet. Von 2008 bis 2013 gehörte Schatrowo zur Landgemeinde Chrabrowskoje selskoje posselenije und seither zum Stadtkreis Gurjewsk.

## Kirche
Die Bevölkerung Norgehnens resp. Schugstens war vor 1945 fast ausnahmslos evangelischer Konfession. Sie war in das Kirchspiel Laptau (russisch: Muromskoje) im Kirchenkreis Königsberg-Land II innerhalb der Kirchenprovinz Ostpreußen der Kirche der Altpreußischen Union eingepfarrt. Heute liegt Schatrowo im Einzugsgebiet der evangelisch-lutherischen Auferstehungskirchengemeinde in Kaliningrad (Königsberg) innerhalb der Propstei Kaliningrad der Evangelisch-lutherischen Kirche Europäisches Russland (ELKER).